# Ton Roosendaal

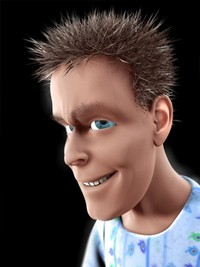
3D portrét

Ton Roosendaal (* 20. března 1960) je vedoucím vývojářem open source 3D aplikace Blender a předsedou Blender Foundation, která se na vývoji Blenderu podílí. Je taktéž producentem krátkého animovaného filmu Elephants Dream, který byl pomocí této aplikace vytvořen.